# جيسيكا هارينجتون
جيسيكا هارينجتون (بالإنجليزية: Jessica Harrington) هي مدربة خيول أيرلندية، ولدت في 12 فبراير 1947.

## وصلات خارجية
- الموقع الرسمي